# Campeonato Europeu de Halterofilismo de 1977
O 56º Campeonato Europeu de Halterofilismo foi organizado pela Federação Europeia de Halterofilismo em Stuttgart, na Alemanha Ocidental entre 17 a 25 de setembro de 1977. Foram disputadas 10 categorias com a presença de 128 halterofilistas de 24 nacionalidades. Essa edição foi realizada em conjunto com o Campeonato Mundial de Halterofilismo de 1977.

## Medalhistas
| Evento                       | Ouro                                 | Ouro              | Prata                                | Prata             | Bronze                               | Bronze            |
| Mosca (até 52 kg)            | Mosca (até 52 kg)                    | Mosca (até 52 kg) | Mosca (até 52 kg)                    | Mosca (até 52 kg) | Mosca (até 52 kg)                    | Mosca (até 52 kg) |
| ---------------------------- | ------------------------------------ | ----------------- | ------------------------------------ | ----------------- | ------------------------------------ | ----------------- |
| Arranque                     | Aleksandr Voronin · União Soviética  | 107,5 kg          | György Kőszegi · Hungria             | 102,5 kg          | Zygmunt Smalcerz · Polónia           | 102,5 kg          |
| Arremesso                    | Aleksandr Voronin · União Soviética  | 140,0 kg          | György Kőszegi · Hungria             | 132,5 kg          | Bela Olah · Hungria                  | 127,5 kg          |
| Total                        | Aleksandr Voronin · União Soviética  | 247,5 kg          | György Kőszegi · Hungria             | 235,0 kg          | Bela Olah · Hungria                  | 230,0 kg          |
| Galo (até 56 kg)             |                                      |                   |                                      |                   |                                      |                   |
| Arranque                     | Georgi Todorov · Bulgária            | 110,0 kg          | Tadeusz Dembończyk · Polónia         | 110,0 kg          | Leszek Skorupa · Polónia             | 105,0 kg          |
| Arremesso                    | Frank Mavius · Alemanha Oriental     | 140,0 kg          | Georgi Todorov · Bulgária            | 137,5 kg          | Tadeusz Dembończyk · Polónia         | 135,0 kg          |
| Total                        | Georgi Todorov · Bulgária            | 247,5 kg          | Tadeusz Dembończyk · Polónia         | 245,0 kg          | Frank Mavius · Alemanha Oriental     | 240,0 kg          |
| Pena (até 60 kg)             |                                      |                   |                                      |                   |                                      |                   |
| Arranque                     | Nikolay Kolesnikov · União Soviética | 122,5 kg          | Grzegorz Cziura · Polónia            | 122,5 kg          | Yanko Rusev · Bulgária               | 122,5 kg          |
| Arremesso                    | Nikolay Kolesnikov · União Soviética | 157,5 kg          | Yanko Rusev · Bulgária               | 155,0 kg          | Ioan Buta · Roménia                  | 150,0 kg          |
| Total                        | Nikolay Kolesnikov · União Soviética | 280,0 kg          | Yanko Rusev · Bulgária               | 277,5 kg          | Grzegorz Cziura · Polónia            | 270,0 kg          |
| Leve (até 67,5 kg)           |                                      |                   |                                      |                   |                                      |                   |
| Arranque                     | Daniel Senet · França                | 135,0 kg          | Werner Schraut · Alemanha Ocidental  | 132,5 kg          | Kazimierz Czarnecki · Polónia        | 130,0 kg          |
| Arremesso                    | Sergey Pevsner · União Soviética     | 172,5 kg          | Zbigniew Kaczmarek · Polónia         | 170,0 kg          | Günter Ambraß · Alemanha Oriental    | 165,0 kg          |
| Total                        | Sergey Pevsner · União Soviética     | 302,5 kg          | Zbigniew Kaczmarek · Polónia         | 297,5 kg          | Werner Schraut · Alemanha Ocidental  | 292,5 kg          |
| Médio (até 75 kg)            |                                      |                   |                                      |                   |                                      |                   |
| Arranque                     | Yurik Vardanyan · União Soviética    | 152,5 kg          | Peter Wenzel · Alemanha Oriental     | 150,0 kg          | András Stark · Hungria               | 150,0 kg          |
| Arremesso                    | Yurik Vardanyan · União Soviética    | 192,5 kg          | Günter Schliwka · Alemanha Oriental  | 190,0 kg          | Peter Wenzel · Alemanha Oriental     | 187,5 kg          |
| Total                        | Yurik Vardanyan · União Soviética    | 345,0 kg          | Peter Wenzel · Alemanha Oriental     | 337,5 kg          | Günter Schliwka · Alemanha Oriental  | 330,0 kg          |
| Pesado-ligeiro (até 82,5 kg) |                                      |                   |                                      |                   |                                      |                   |
| Arranque                     | Gennady Bessonov · União Soviética   | 157,5 kg          | Blagoy Blagoev · Bulgária            | 155,0 kg          | Péter Baczakó · Hungria              | 152,5 kg          |
| Arremesso                    | Gennady Bessonov · União Soviética   | 195,0 kg          | Paweł Rabczewski · Polónia           | 192,5 kg          | Péter Baczakó · Hungria              | 192,5 kg          |
| Total                        | Gennady Bessonov · União Soviética   | 352,5 kg          | Péter Baczakó · Hungria              | 345,0 kg          | Paweł Rabczewski · Polónia           | 337,5 kg          |
| Meio-pesado (até 90 kg)      |                                      |                   |                                      |                   |                                      |                   |
| Arranque                     | Sergey Poltoratsky · União Soviética | 167,5 kg          | Rolf Milser · Alemanha Ocidental     | 162,5 kg          | Ferenc Antalovics · Hungria          | 157,5 kg          |
| Arremesso                    | Rolf Milser · Alemanha Ocidental     | 207,5 kg          | Sergey Poltoratsky · União Soviética | 207,5 kg          | György Rehus-Uzor · Hungria          | 190,0 kg          |
| Total                        | Sergey Poltoratsky · União Soviética | 375,0 kg          | Rolf Milser · Alemanha Ocidental     | 370,0 kg          | György Rehus-Uzor · Hungria          | 347,5 kg          |
| Pesado I (até 100 kg)        |                                      |                   |                                      |                   |                                      |                   |
| Arranque                     | Michel Broillet · Suíça              | 170,0 kg          | Anatoly Kozlov · União Soviética     | 162,5 kg          | Helmut Losch · Alemanha Oriental     | 162,5 kg          |
| Arremesso                    | Anatoly Kozlov · União Soviética     | 205,0 kg          | Helmut Losch · Alemanha Oriental     | 205,0 kg          | Lennart Dahlgren · Suécia            | 202,5 kg          |
| Total                        | Anatoly Kozlov · União Soviética     | 367,5 kg          | Helmut Losch · Alemanha Oriental     | 367,5 kg          | Michel Broillet · Suíça              | 365,0 kg          |
| Pesado II (até 110 kg)       |                                      |                   |                                      |                   |                                      |                   |
| Arranque                     | Valentin Hristov · Bulgária          | 180,0 kg          | Jürgen Ciezki · Alemanha Oriental    | 172,5 kg          | Yury Zaitsev · União Soviética       | 170,0 kg          |
| Arremesso                    | Yury Zaitsev · União Soviética       | 225,0 kg          | Valentin Hristov · Bulgária          | 225,0 kg          | Leif Nilsson · Suécia                | 220,0 kg          |
| Total                        | Valentin Hristov · Bulgária          | 405,0 kg          | Yury Zaitsev · União Soviética       | 395,0 kg          | Jürgen Ciezki · Alemanha Oriental    | 390,0 kg          |
| Superpesado (+ 110 kg)       |                                      |                   |                                      |                   |                                      |                   |
| Arranque                     | Vasily Alekseyev · União Soviética   | 185,0 kg          | Jürgen Heuser · Alemanha Oriental    | 182,5 kg          | Aslanbek Yenaldiev · União Soviética | 182,5 kg          |
| Arremesso                    | Vasily Alekseyev · União Soviética   | 245,0 kg          | Aslanbek Yenaldiev · União Soviética | 240,0 kg          | Jürgen Heuser · Alemanha Oriental    | 237,5 kg          |
| Total                        | Vasily Alekseyev · União Soviética   | 430,0 kg          | Aslanbek Yenaldiev · União Soviética | 422,5 kg          | Jürgen Heuser · Alemanha Oriental    | 420,0 kg          |

## Quadro de medalhas
Quadro de medalhas no total combinado
| Ordem | País               | Medalha de ouro | Medalha de prata | Medalha de bronze | Total |
| ----- | ------------------ | --------------- | ---------------- | ----------------- | ----- |
| 1     | União Soviética    | 8               | 2                | 0                 | 10    |
| 2     | Bulgária           | 2               | 1                | 0                 | 3     |
| 3     | Alemanha Oriental  | 0               | 2                | 4                 | 6     |
| 4     | Hungria            | 0               | 2                | 2                 | 4     |
| 4     | Polónia            | 0               | 2                | 2                 | 4     |
| 6     | Alemanha Ocidental | 0               | 1                | 1                 | 2     |
| 7     | Suíça              | 0               | 0                | 1                 | 1     |
| Total | Total              | 10              | 10               | 10                | 30    |